# Eris riedeli
Eris riedeli är en spindelart som först beskrevs av Schmidt 1971.  Eris riedeli ingår i släktet Eris och familjen hoppspindlar. Inga underarter finns listade i Catalogue of Life.